# دومینو (جیمز باند)
دومینتا ویتالی (به انگلیسی: Dominetta Vitali) که با نام دومینو شناخته می‌شود، شخصیت داستان‌های جیمز باند و باند گرل رمان گلوله آتشین است. برای اقتباس سینمایی از این رمان در سال ۱۹۶۵، نام او به دومینیک دروال تغییر یافت و بازیگر فرانسوی کلودین اوژه نقش او را بازی کرد. در سال ۱۹۸۳ و در اقتباس سینمایی دوم با نام هرگز نگو هرگز، شخصیت او به دومینو پتاچی تغییر نام داد و کیم بیسینگر، نقش او را به تصویر کشید.

## زندگی‌نامه

### رمان
او که با نام دومینتا پتاچی به دنیا آمد، یک زن زیبا ایتالیایی اهل بولتسانو است که در انگلستان در کالج بانوان چلتنهام به مدرسه رفت. او بعداً در آکادمی سلطنتی هنرهای دراماتیک بازیگری خواند تا اینکه مجبور شد (پس از مرگ والدینش در تصادف قطار) به ایتالیا بازگردد و در آنجا بازیگر شد. او نام خانوادگی خود را به Vitali تغییر داد، یک نام هنری. زمانی که در ایتالیا بود، معشوقه امیلیو لارگو نیز شد که او را «نگهبان» بی‌خاصیت می‌نامد.
باند در ناسائو با دومینو ملاقات می‌کند. او در قایق بادبانی لارگو، Disco Volante، اقامت دارد و معتقد است که لارگو در آن منطقه برای شکار گنج است. به دلایلی که او درک نمی‌کند، لارگو اورا مجبور می‌کند در خشکی بماند در حالی که او و شرکایش (که او آنها را سهامدار توصیف می‌کند) به جستجوی گنج پنهان می‌روند. او همچنین به باند می‌گوید که هرگز نتوانسته نقشه ای را که آنها استفاده می‌کنند ببیند. اگرچه باند موفق شد دومینو را در مکالمه درگیر کند، اما او را نادیده می‌گیرد، اما بعداً موافقت می‌کند که پس از بازگشت به ساحل، دوباره با او ملاقات کند. او همچنین زمانی که باند از اسم، Dominetta استفاده می‌کند، از باند درخواست می‌کند که او را «دومینو» صدا کند.
وقتی باند و دومینو بعداً دوباره در کازینو ملاقات می‌کنند، او کاملاً تغییر کرده است. او به باند می‌گوید که از تماشای خودنمایی لارگو و اجازه استفاده از او خسته شده است. او به باند توضیح می‌دهد که مانند یک پرنده در یک قفس طلاکاری شده به دام افتاده است. دومینو بعداً فاش می‌کند که جوزپه پتاچی برادر او است که مدتی است او را ندیده است. باند متوجه می‌شود که لارگو پتاچی را پس از ربودن یک بمب افکن از طرف SPECTER کشته است. او این را به دومینو ثابت می‌کند و او را به عنوان متحدی برای جاسوسی از لارگو استخدام می‌کند. دومینو به قایق بادبانی لارگو، Disco Volante، با یک ردیاب تششعات هسته ای بازمی‌گردد تا کشتی را به‌عنوان محل دو بمب هسته‌ای دزدیده شده بررسی کند، با این حال، لارگو متوجه ردیاب می‌شود و دومینو را زندانی می‌کند. لارگو او را با سوزاندن سیگار برای گرما و سپس استفاده از تکه‌های یخ برای سرما شکنجه می‌کند.
دومینو در نهایت فرار می‌کند زیرا لارگو تلاش می‌کند نقشه خود را اجرا کند. قبل از اینکه او بتواند جیمز باند را بکشد، دومینو از پشت سر با استفاده از یک از تفنگ نیزه ای به گردن لارگو شلیک می‌کند و انتقام برادرش را می‌گیرد.

### فیلم
گلوله آتشین
زمانی که کلودین اوژه برای بازی در نقش دومینو انتخاب شد، نام خانوادگی این شخصیت به دروال تغییر یافت تا ملیت او را نشان دهد.
دومینیک دروال هنگامی که باند در ناسائو شنا می‌کند دیده می‌شود، پایش در مرجانی در کف اقیانوس گیر می‌کند اما باند او را نجات می‌دهد. او تا قایق خود شنا می‌کند و از باند تشکر می‌کند. باند با تماس با ناسائو خود، پائولا کاپلان، به قایق خود بازگشت. پائولا از قایق آنها مراقبت می‌کند، زیرا باند در حال کسب اطلاعات بیشتر در مورد دومینو است. دومینو و باند ناهار را در ساحل می‌خورند، اما کویست از آن دو جاسوسی می‌کند، این نشانه ای است که دومینو باید به قایق تفریحی Disco Volante برگردد. در هتلی که باند در آن اقامت داشت، باند دومینو را با لارگو می‌بیند، دومینو در حال کشیدن سیگار است، همان‌طور که باند در بازی مقابل لارگو پیشنهاد می‌دهد. دومینو به لارگو می‌گوید که باند او را به نوشیدنی دعوت کرده است. دومینو و باند بیرون از کازینو با هم می‌رقصند اما چند دقیقه بعد لارگو از کازینو خارج می‌شود و دومینو را با خود می‌برد.
به محض رسیدن به خانه لارگو در پالمیرا، دومینو در حال شنا در هنگام بازدید باند است. پس از خروج برای ناهار، لارگو باند را به ناسائو جونکانو دعوت می‌کند. دومینو آنها را همراهی می‌کند و به باند اطلاع می‌دهد که فلیکس لایتر در تلاش است با او تماس بگیرد. باند سپس به دنبال پائولا می‌گردد که توسط فیونا ولپ ربوده شده بود. او متوجه می‌شود که پائولا با سیانور خودکشی کرده است. روز بعد، دومینو و باند در آب عشقبازی می‌کنند. آن‌ها به ساحل می‌روند و باند داستان را برای دومینو تعریف می‌کند: لارگو برادرش، یک خلبان نیروی هوایی فرانسوی را که به ناتو منصوب شده بود، کشت تا SPECTER یک بمب‌افکن استراتژیک Avro Vulcan نیروی هوایی سلطنتی را با دو کلاهک هسته‌ای بدزدد. لارگو، به عنوان یک عامل ارشد SPECTER، قصد دارد با استفاده از این سلاح‌ها یک هولوکاست هسته ای ایجاد کند.
سپس دومینو به باند برای کشتن وارگاس و جاسوسی در دیسکو ولانته کمک می‌کند، اما لارگو او را دستگیر و شکنجه می‌کند. دومینو فرار می‌کند و لارگو را با یک سلاح نیزه دار از پشت می‌کشد. سپس او و باند درست به موقع قبل از انفجار از روی Volante می‌پرند. آنها بلافاصله توسط CIA B-17 نجات می‌یابند و بر روی یک قلاب آسمانی به هوا منتقل می‌شوند.